# Anne Brenon
Anne Brenon (Mâcon, 14 de noviembre de 1945) es una paleógrafa, historiadora medieval y escritora francesa.
Diplomada por la École des chartes y la École pratique des hautes Études en ciencias religiosas, ha sido conservadora en jefe del patrimonio de Francia y ha impartido clases de historia medieval en la Universidad de Montpellier.
De 1982 a 1998 dirigió el Centre national d'études cathares René-Nelli de Carcasona y en 1983 fue una de las fundadoras de la revista Heresis, dedicada al estudio científico y la divulgación de las disidencias religiosas, reconocida por el CNRS Centre national de la recherche scientifique. Ha dedicado su carrera al estudio de las herejías medievales y al catarismo en especial, publicando diversos libros y estudios científicos. 

## Algunas de sus obras
- Le vrai visage du catharisme (1988)
- Les femmes cathares (1992)
- Los cátaros, hacia una pureza absoluta, colección «Biblioteca de bolsillo CLAVES» (n.º 11), trad. de Les Cathares : Pauvres du Christ ou apôtres de Satan ?, col. « Découvertes Gallimard » (n.º 319), 1998
- Les cathares : une Eglise chrétienne au bûcher (1998)
- Le Dico des cathares (2000)
- Les archipels cathares. Dissidence chrétienne dans l'Europe médiévale (2000)
- L'impénitente. L'hiver du catharisme (2001)
- Les fils du malheur. L'hiver du catharisme (2002)
- Les cités sarrasines. L'hiver du catharisme (2003)
- Inquisition à Montaillou. Guillelme et Pèire Maury, deux croyants cathares devant l'histoire (1300 - 1325) (2004)
- Le choix hérétique. Dissidence chrétienne dans l'Europe médiévale (2006)
- Pèire Autier, la dernière résistance cathare  (2006)
- Les Cathares (2007)